# Bor (Sejřek)
Bor (německy Boor) je malá vesnice, část obce Sejřek v okrese Žďár nad Sázavou. Nachází se asi 2 km na západ od Sejřku. V roce 2009 zde bylo evidováno 23 adres. V roce 2001 zde trvale žilo 48 obyvatel.
Bor leží v katastrálním území Bor u Nedvědice o rozloze 2,01 km2.

## Galerie

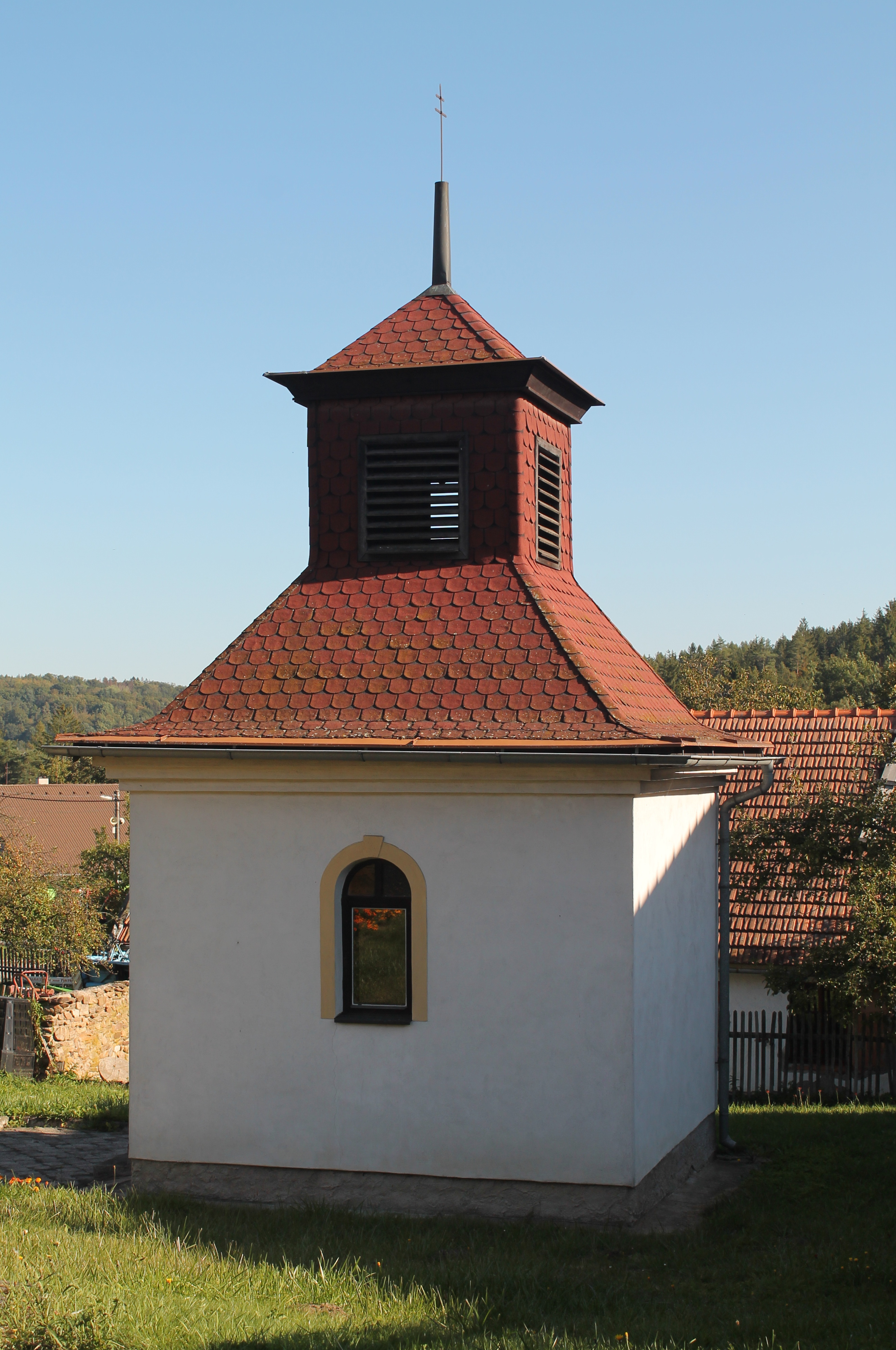
Kaple Panny Marie
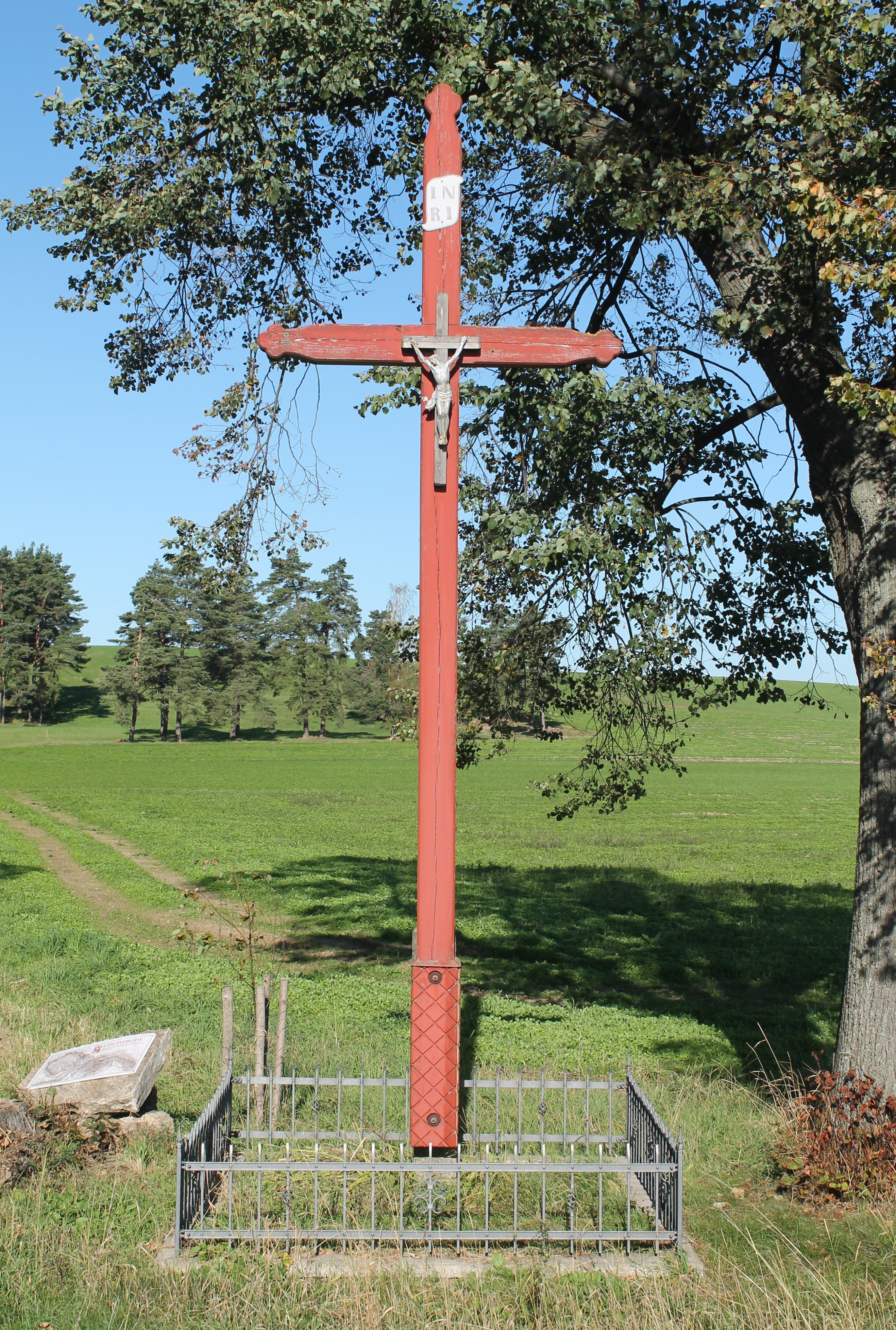
Kříž u autobusové zastávky
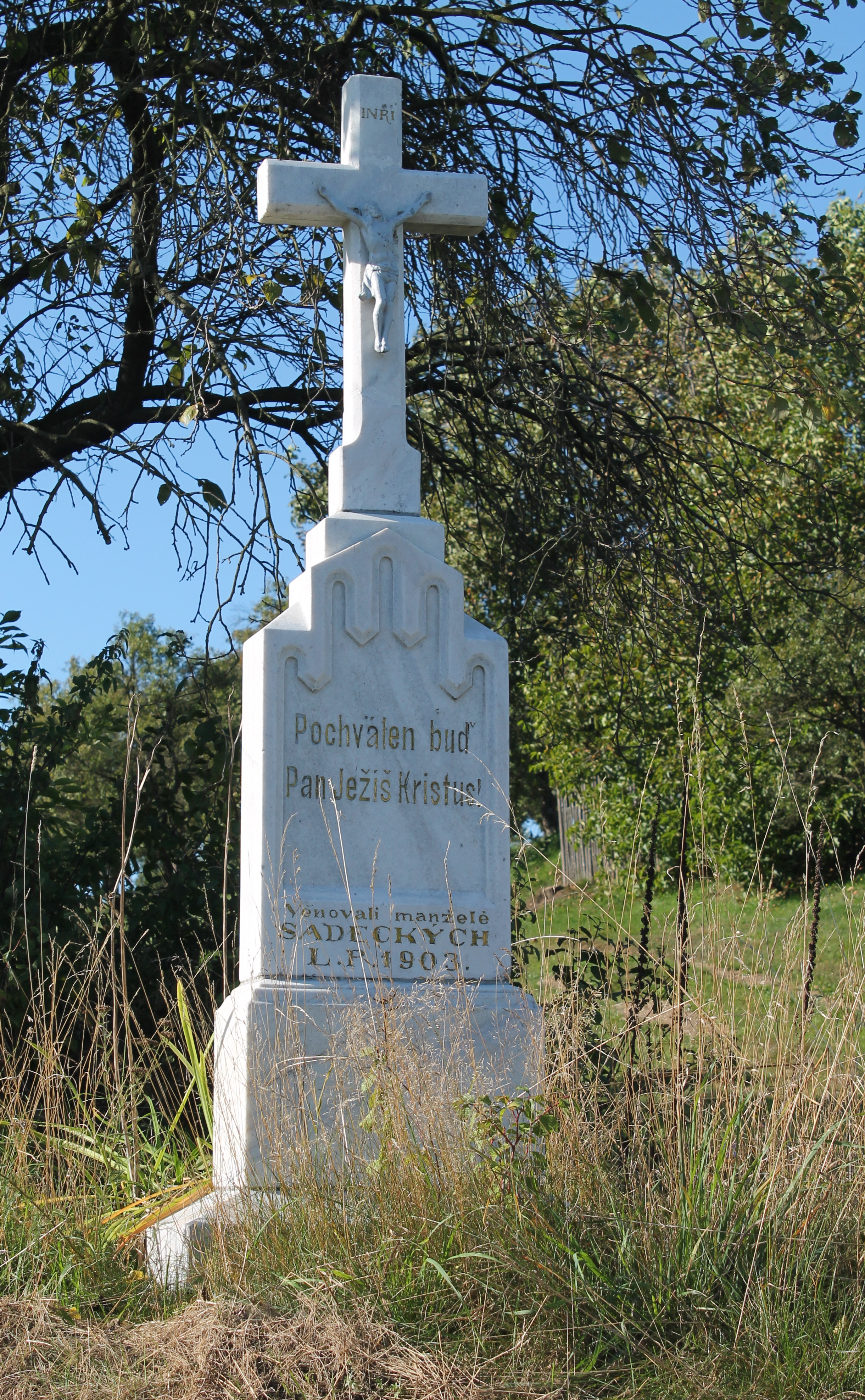
Kříž na okraji vsi
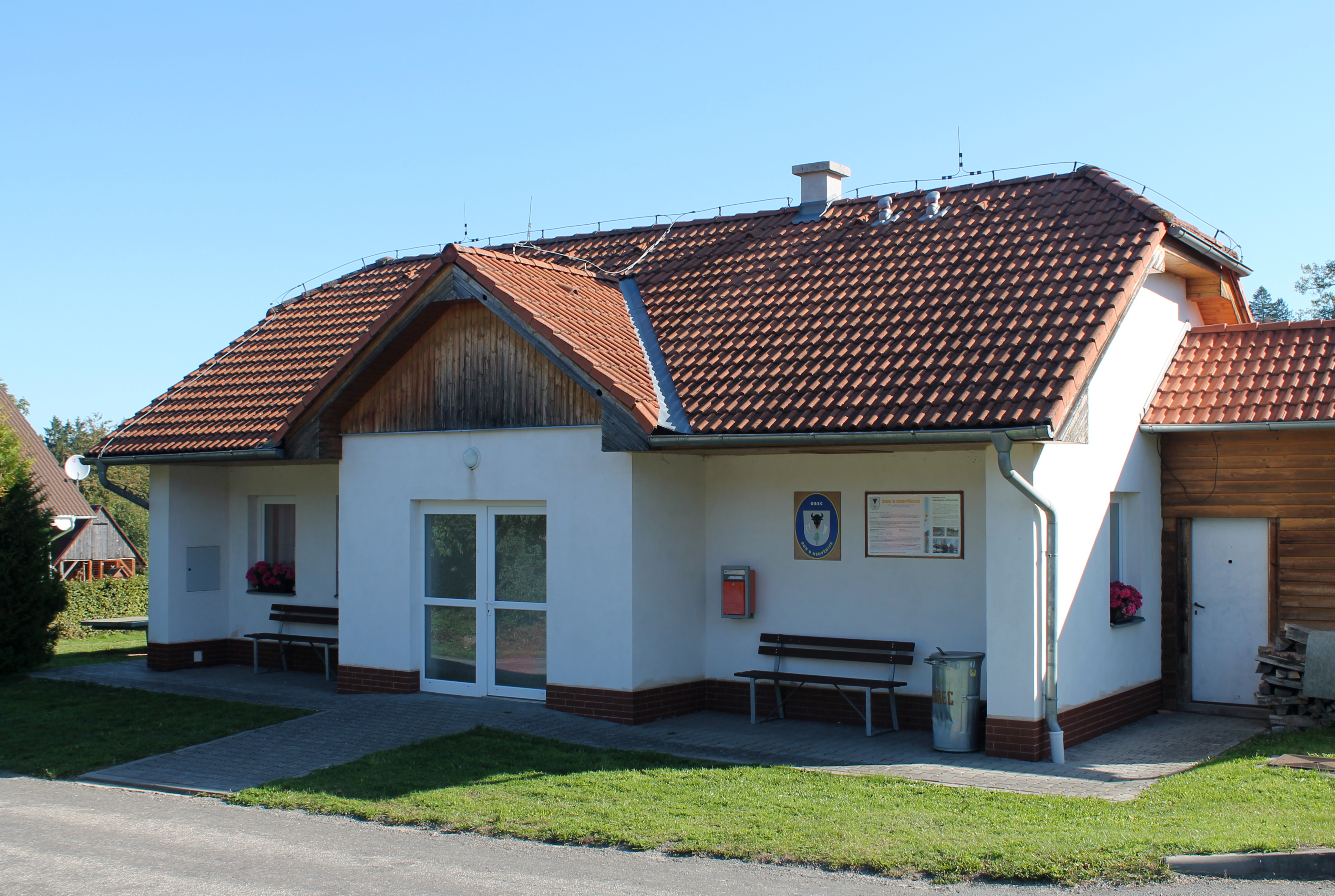
Obecní dům
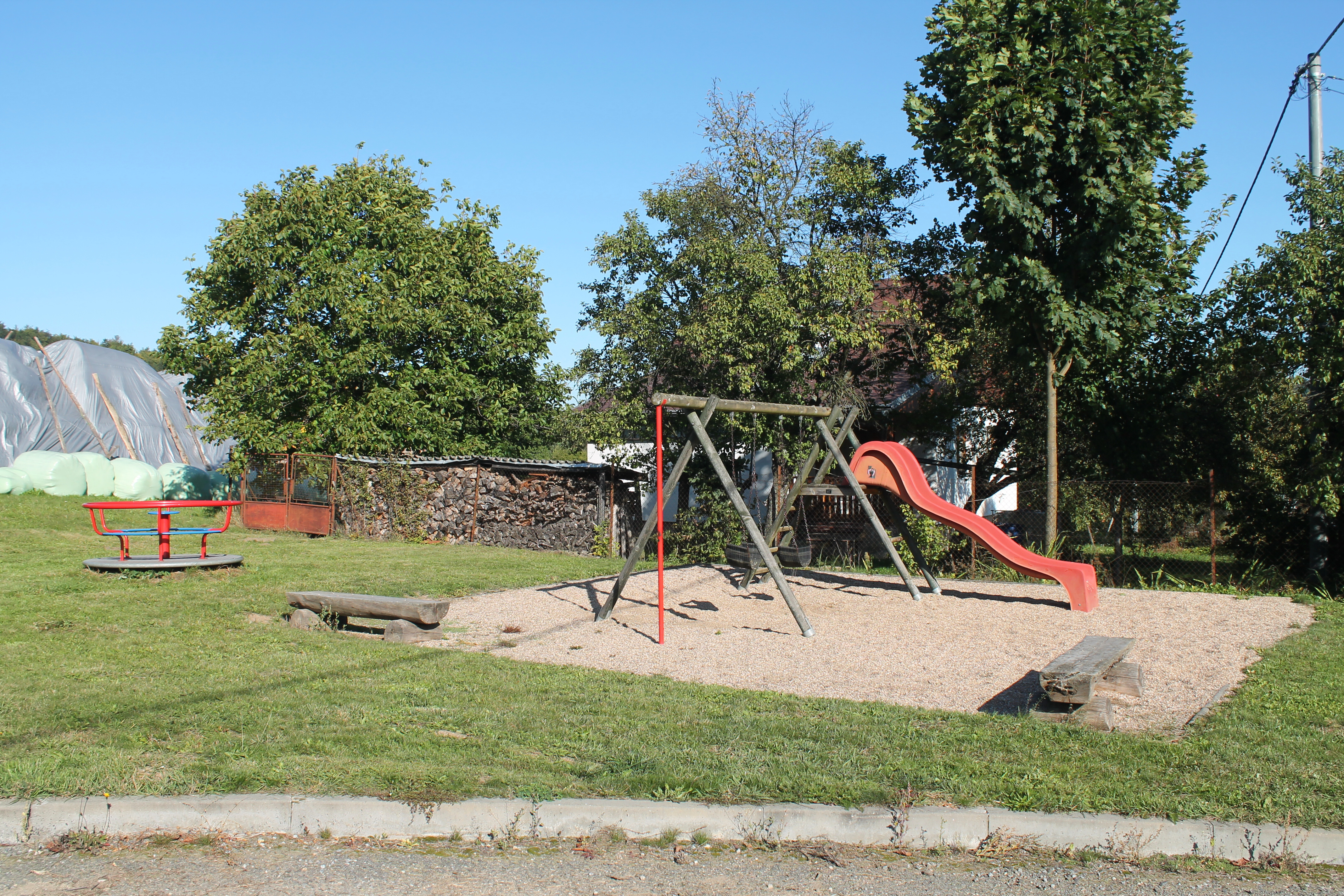
Hřiště na návsi
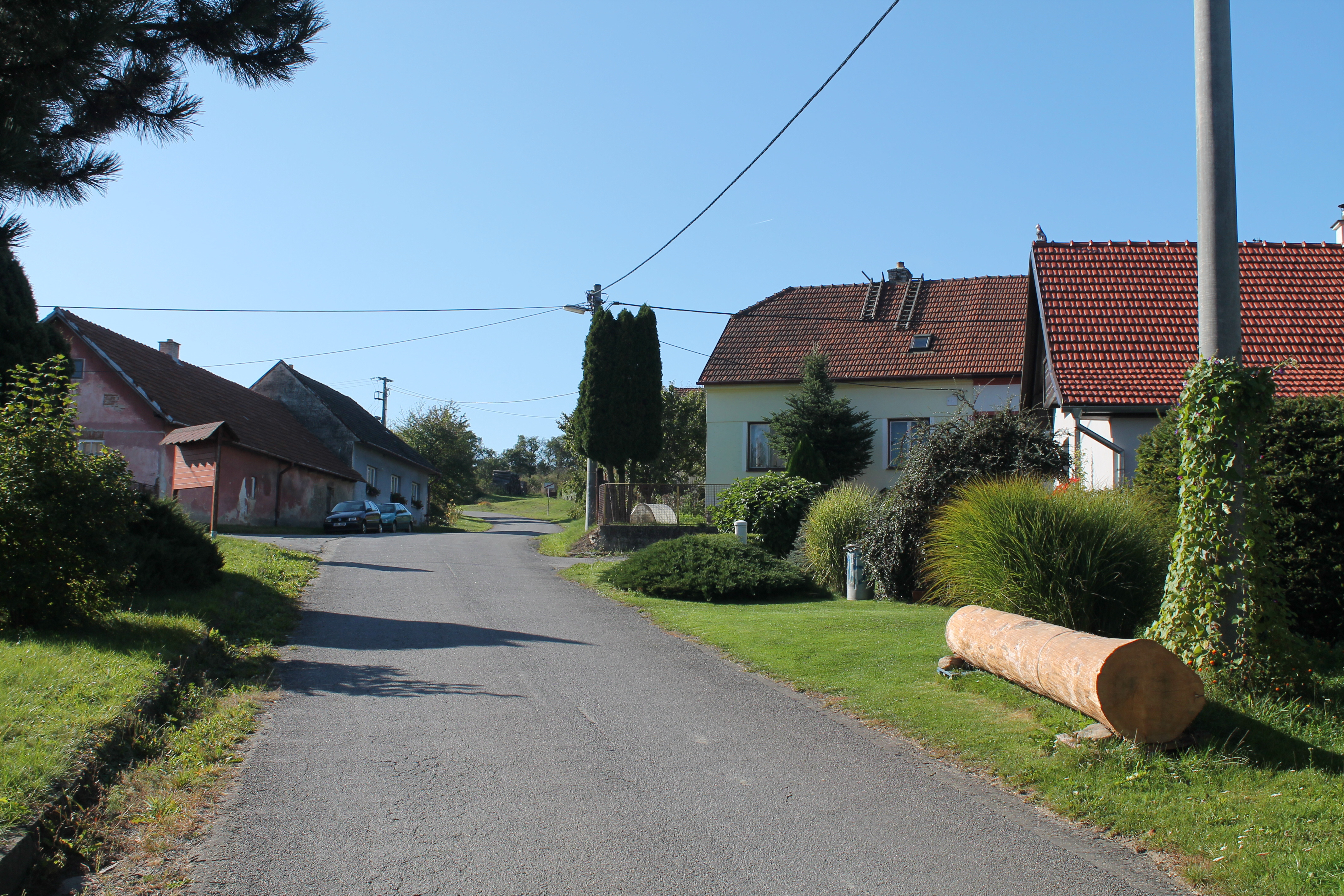
Náves
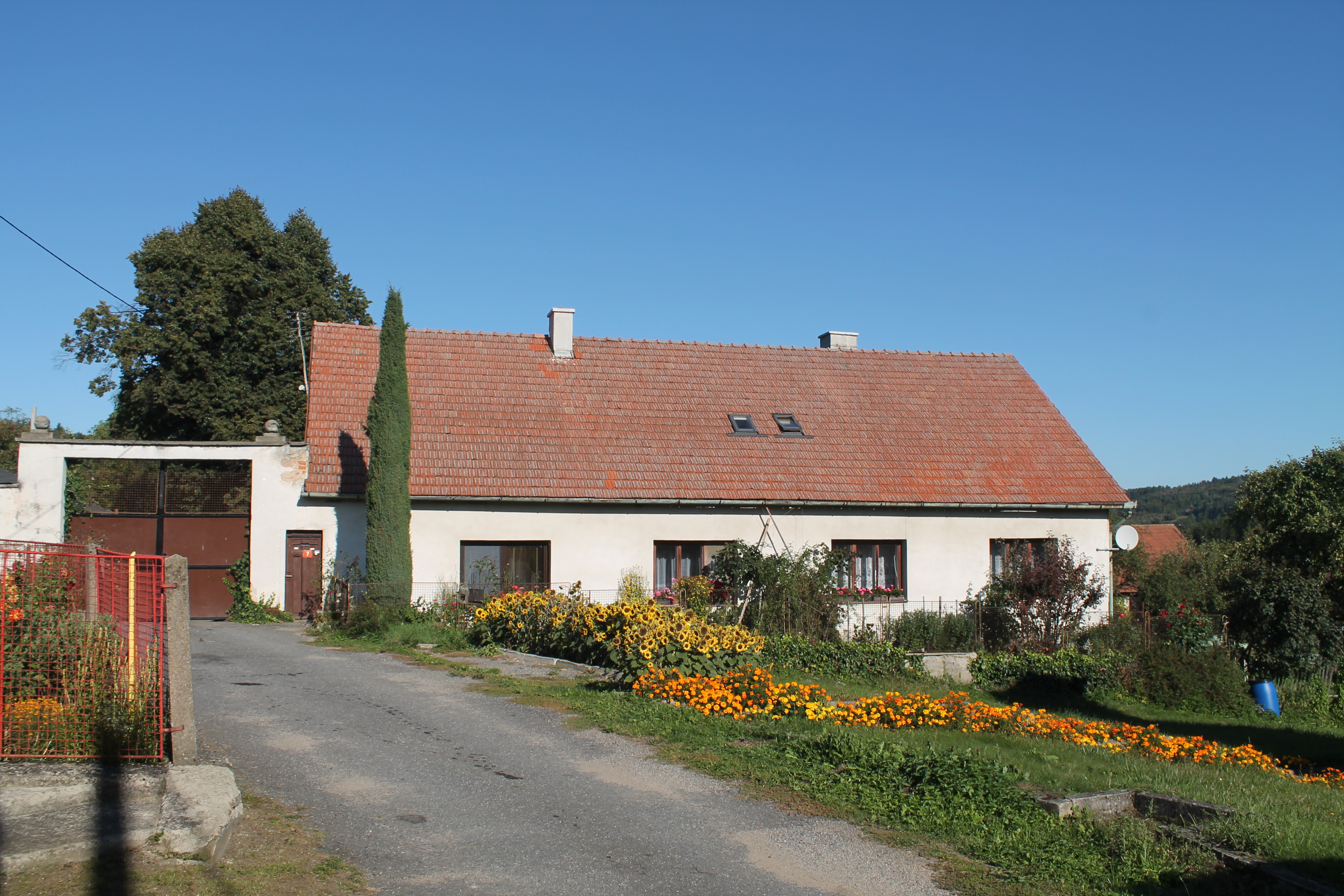
Statek čp. 7